# Obesotoma
Obesotoma là một chi ốc biển, là động vật thân mềm chân bụng sống ở biển trong họ Conidae, họ ốc cối.

## Các loài
Các loài thuộc chi Obesotoma bao gồm:
- Obesotoma gigantea (Mörch, 1869)[2]
- Obesotoma gigas (Verkrüzen, 1875)[3]
- Obesotoma hokkaidoensis (Bartsch, 1941)[4]
- Obesotoma iessoensis (Smith E. A., 1875)[5]
- Obesotoma japonica Bartsch, 1941[6]
- Obesotoma laevigata (Dall, 1871)[7]
- Obesotoma okutanii Bogdanov & Ito, 1992[8]
- Obesotoma oyashio Shikama, 1962[9]
- Obesotoma pulcherrima Bogdanov & Ito, 1992[10]
- Obesotoma robusta (Packard, 1866)[11]
- Obesotoma sachalinensis Bogdanov, 1989[12]
- Obesotoma schantarica Middendorff, 1849[13]
- Obesotoma simplex (Middendorf, 1849)[14]
- Obesotoma solida (Dall, 1887)[15]
- Obesotoma starobogatovi Bogdanov, 1990[16]
- Obesotoma tenuilirata (Dall, 1871)[17]
- Obesotoma tumida (Posselt, 1898)[18]
- Obesotoma uchidai Habe, 1958[19]
- Obesotoma woodiana (Møller, 1842)[20]